# Nikodemuskirche (Bayreuth)

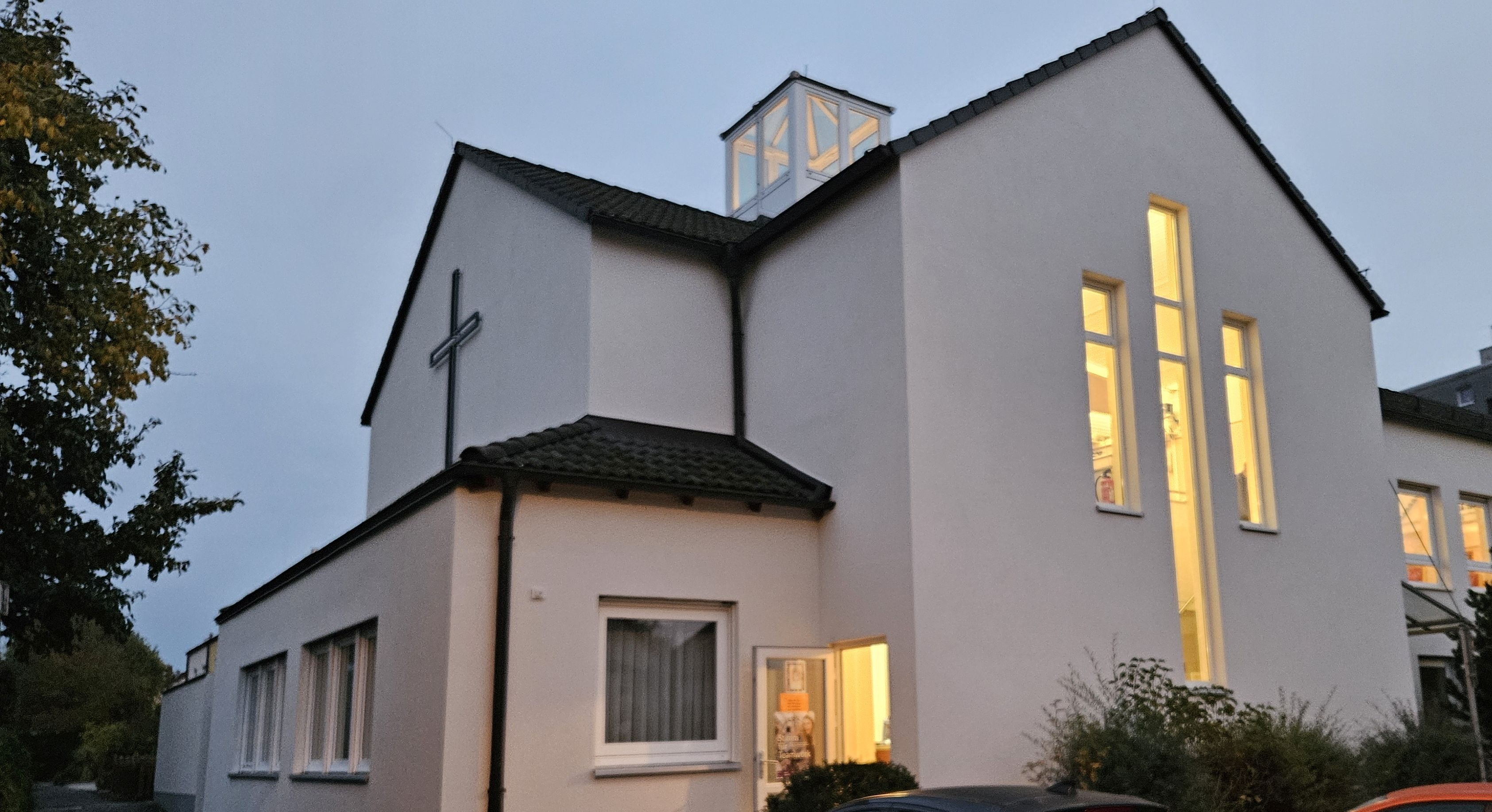
Nikodemuskirche Bayreuth,
Ansicht von Nordwesten

Die evangelisch-lutherische Nikodemuskirche in der Hessenstraße im Bayreuther Stadtteil Neue Heimat wurde am 7. Oktober 1973 eingeweiht. Die Kirche trägt ihren Namen nach Nikodemus, dem Mitglied des Hohen Rates im Johannes-Evangelium. Die Kirchengemeinde gehört zum Dekanat Bayreuth-Bad Berneck.

## Lage
Das Kirchengebäude erstreckt sich zwischen dem östlichen Arm der Hessenstraße (nördliche Begrenzung) und der Tirolerstraße (südliche Begrenzung des Kirchenareals). Die Hauptachse verläuft parallel zur Hessenstraße östlich von seinem Nord-Süd-Arm. Das Gotteshaus ist geostet.

## Geschichte
Infolge des starken Einwohnerzuzugs wuchs die evangelische Kirchengemeinde (der 4. Pfarrsprengel der Stadtkirche) in Bayreuth und beschloss, einen eigenen Kirchenbau in Auftrag zu geben. Im Jahr 1976 trennte sich die neue Kirchengemeinde als selbstständige Einrichtung von der Stadtkirche und gründete die Nikodemuskirchengemeinde. Dieser Pfarrbereich umfasst den Stadtteil Neue Heimat und einige Straßenzüge darüber hinaus.

## Außenarchitektur

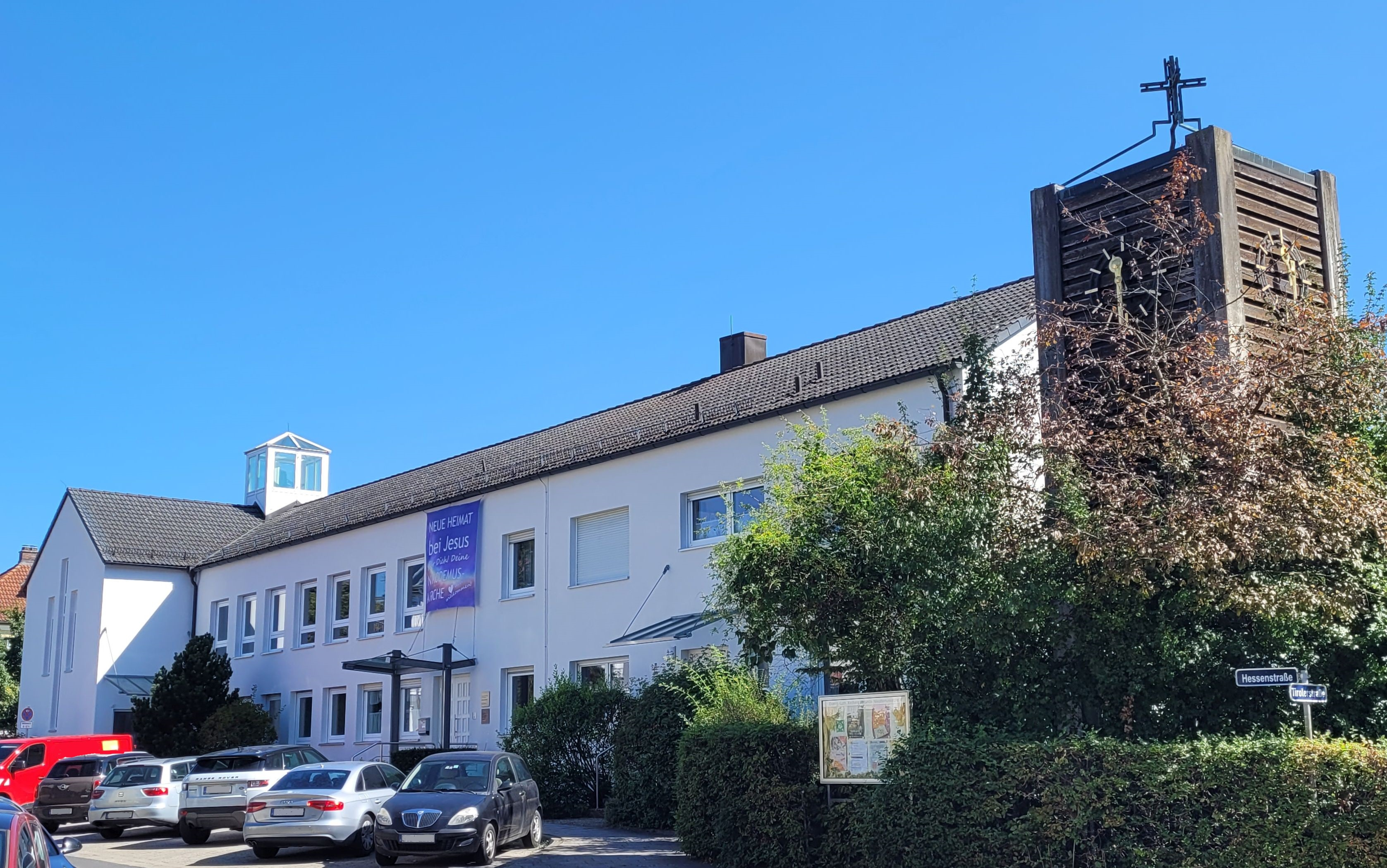
Glockenturm rechts im Vordergrund

Das 1973 errichtete Gebäude war ursprünglich ein Langbau, in den das Pfarramt mit der Wohnung des Pfarrers integriert ist.
Einen Kirchturm gab es zuerst jedoch nicht, erst im Jahr 1979 wurde ein freistehender Glockenturm auf quadratischem Grundriss mit Seitenlängen von rund 2,70 m auf dem Kirchenareal errichtet und eingeweiht. Seine Fassaden sind allseitig mit Klanghölzern verkleidet, bis in Höhe der ersten Etage ist er unten offen. Außer den Glockenstuben sind in dem Turm auch eine Kirchturmuhr mit Zifferblättern nach allen vier Himmelsrichtungen untergebracht, die Zeiger und die Stundenstriche sind vergoldet. Auf dem flachen Dach steht ein Metallkreuz mit zwei senkrecht zueinander angeordneten Armen. Die metallenen Stützstangen für das Kreuz deuten eine Zeltdachform an.
Das ursprüngliche Gebäude wurde durch Anbauten zu einem Querhaus erweitert und in der vergrößerten Form am 21. Mai 2006 eingeweiht. Der einheimische Architekt Helmut Scherm fertigte die Baupläne und leitete den Bau. Der Grundriss des Sakralbaus ist seither kreuzförmig. Sein das Bauensemble kennzeichnendes Merkmal ist das christliche Kreuz.  Es ist auch in der westlichen Fensterfront am Querhaus, in der Decke des Kirchenraumes und in den Glasfenstern der Lichtkuppel zu erkennen. Die Länge des Gebäudes (etwa 42 m) und die Anordnung von zwei Fensterreihen ohne Fensterschmuck lassen das Gotteshaus auf den ersten Blick nicht wie eine typische Kirche wirken. Unter dem Satteldach ist das Haus mit weiteren Nutzräumen versehen. Die Breite des Kirchengebäudes beträgt circa 10 m.

## Innenarchitektur
Hauptkirchenraum

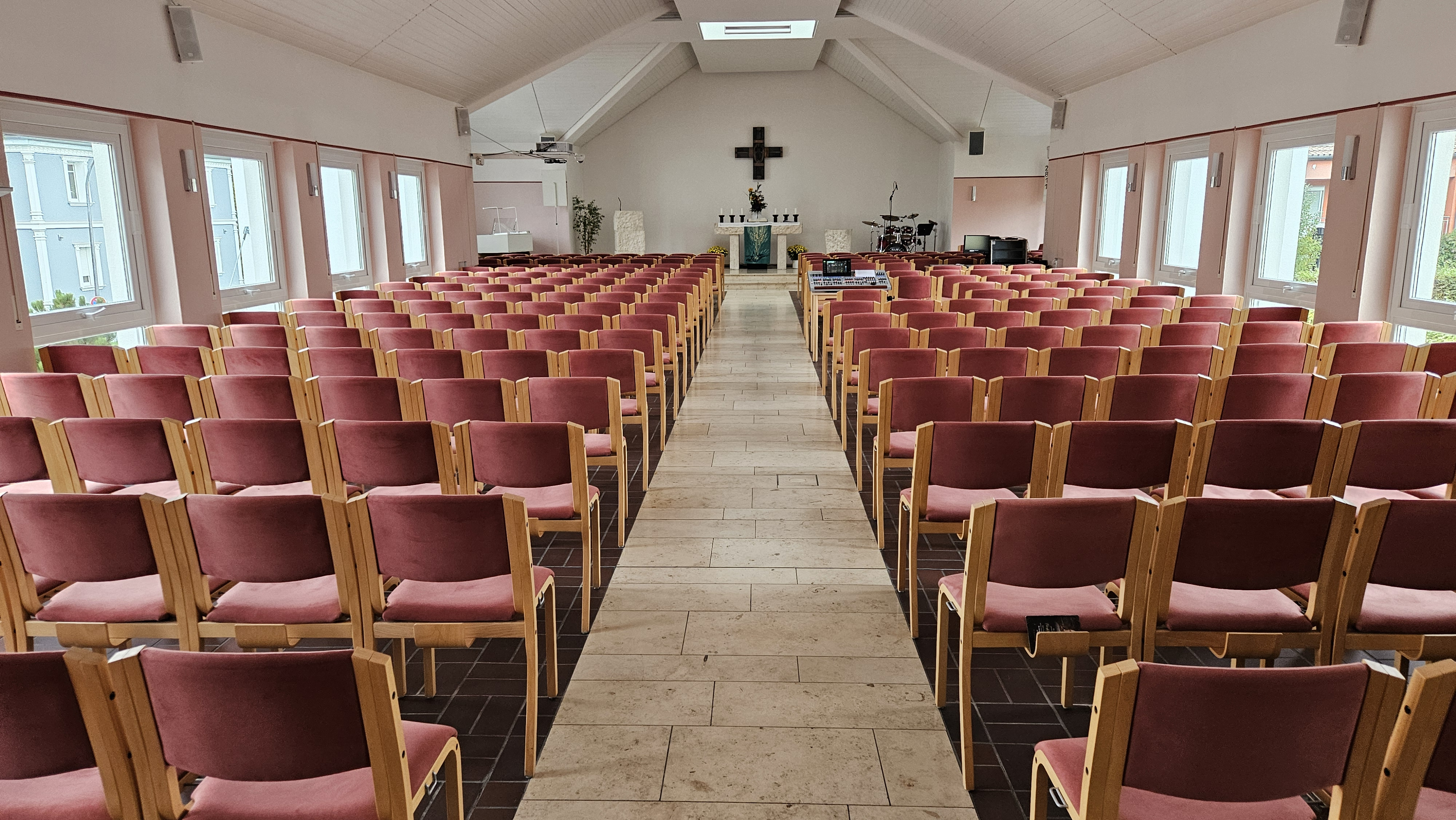
Gottesdienstraum

Im Erdgeschoss befinden sich Tagungs- und Gruppenräume, der Andachtsraum befindet sich im 1. Obergeschoss. Insgesamt haben rund 350 Personen Platz in dem Kirchenraum. Die Sitzreihen bestehen aus zusammenmontierten, gepolsterten Einzelsitzen in siebener Gruppen mit einem Mittelgang dazwischen.

## Ausstattung

### Altar, Kanzel, Taufe
Der leicht erhöhte Altar, der Taufstein sowie die Kanzel bestehen aus hellem römischem Travertin. An der Stirnwand hängt ein symmetrisches Altarkreuz aus massivem Kupfer von Martin Zorn. Im Treppenaufgang ist ein Kruzifix der Holzbildhauerei Bittermann, Bindlach, angebracht.

### Orgel

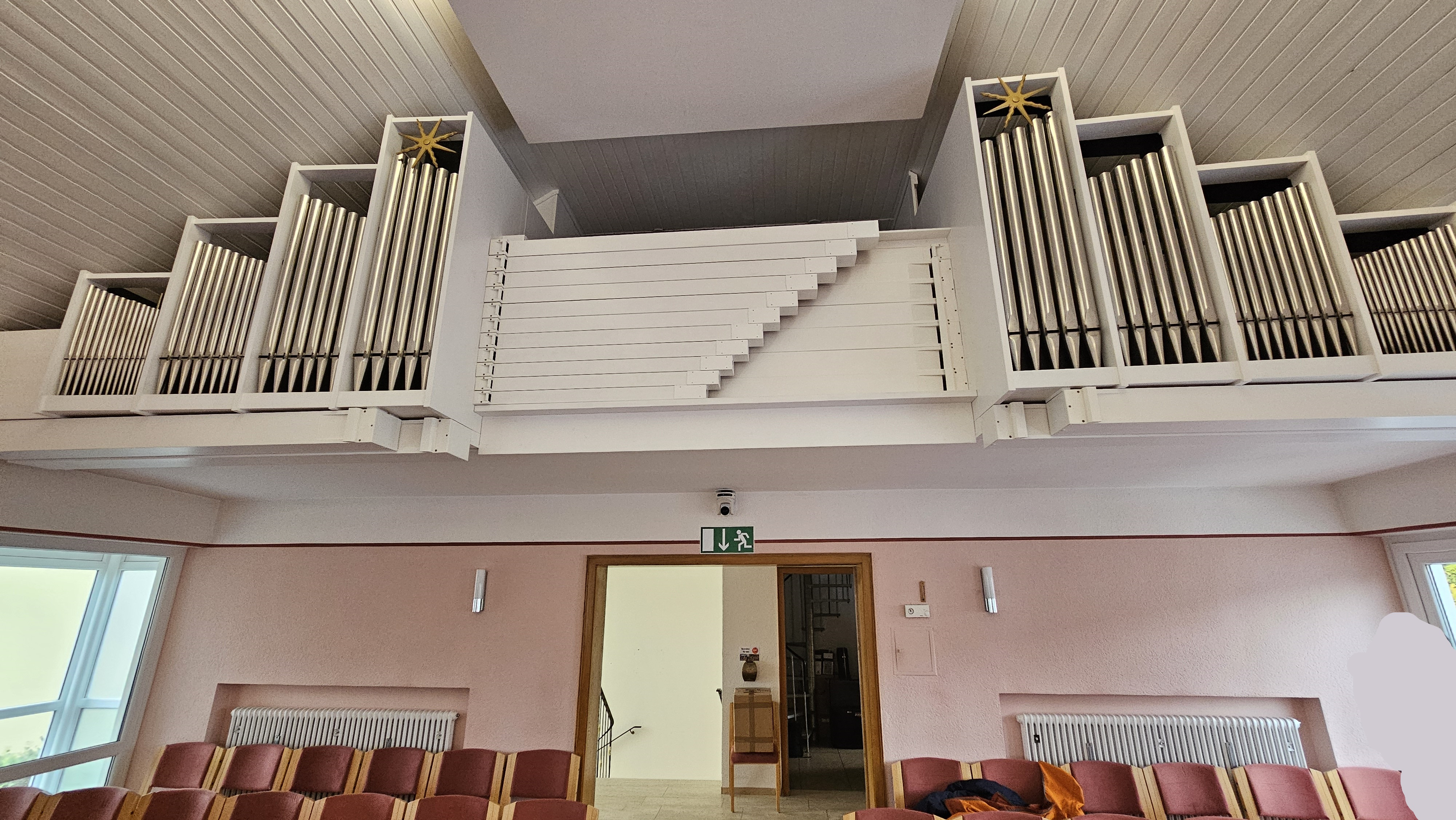
Orgelprospekt

Eine zweimanualige Orgel wurde vom Orgelbauer Konrad Koch (1934–1994) aus Feuchtwangen konstruiert und im Jahr 1976 eingeweiht. Sie steht auf einer gesondert eingezogenen Plattform unter der Saaldecke. Der Kantor bediente den Spieltisch ebenfalls von hier aus. Im Rahmen einer Generalsanierung im Jahr 2022 wurde der Spieltisch frei beweglich in den Altarraum versetzt und über Netzwerk-Kabel mit dem Pfeifenwerk verbunden. Neben den bisherigen zwei Manualen wurde ein drittes Manual für ein im Spieltisch integriertes E-Piano ergänzt.

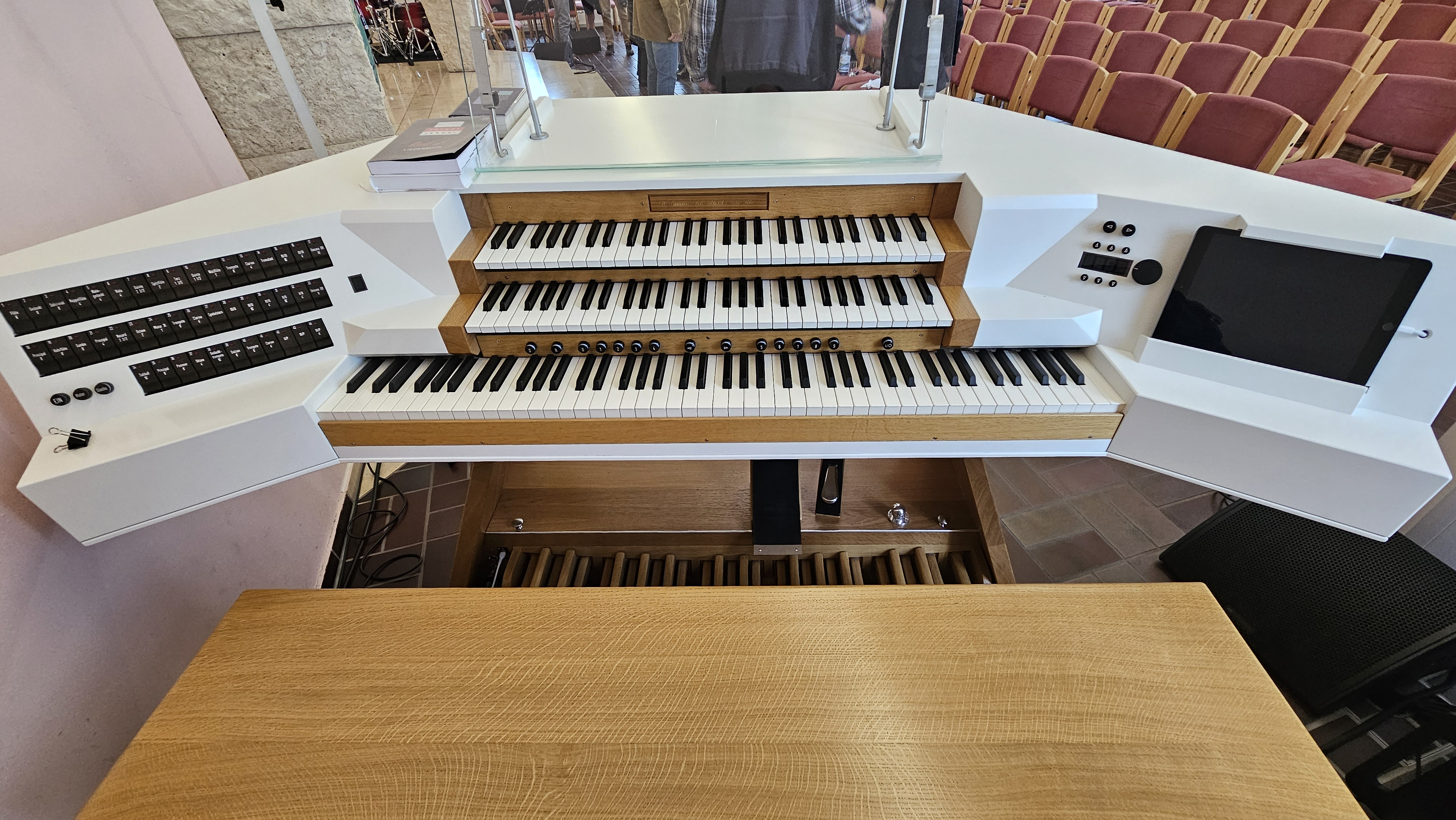
Orgel-Spieltisch

## Glocken
Die sechs Glocken wurden am 14. September 1979 durch die Glocken- und Kunstgießerei Rincker (Sinn) gegossen. Der Einbau der vier relativ kleinen und zwei größeren Glocken erfolgte am 5. Oktober 1979 mit Weihe am 7. Oktober. Jeder der Glocken ist ein Motto zugeordnet:
| Gewicht | Schlagton | Inschrift am Glockenkörper                                |
| ------- | --------- | --------------------------------------------------------- |
|         | h1        | Jesus Christus gestern und heute und derselbe in Ewigkeit |
|         | dis2      | Amen, ja komm, Herr Jesus                                 |
|         | fis2      | Wachet und betet                                          |
|         | gis2      | Höret des Herrn Wort                                      |
|         | h2        | Freuet euch in dem Herrn allewege                         |
|         | cis3      | Lobet den Herrn                                           |

## Seelsorge
Außer den üblichen Gottesdiensten zu kirchlichen Anlässen sowie zur Sonntagsandacht organisiert die Gemeinde mit dem Pfarrer (2024: Thomas Hofmann) Konzerte mit christlichen Liedermachern oder Musikgruppen sowie Vorträge zu aktuellen Themen mit christlichem Hintergrund.
Im Jahr 2003 gründete sich der Förderverein Nikodemuskirche e.V., der alle Aktivitäten organisatorisch, praktisch und teils auch finanziell unterstützt. Er unterhält auch ein gesondertes Jugendzentrum und einen Kids-Treff.
Die Pfarrgemeinde bietet einen Livestream bei Gottesdiensten an.